# João Gonçalves Zarco
João Gonçalves Zarco (Portugal Continental, c. 1390 — Funchal, 21 de Novembro de 1471]) foi um navegador português e cavaleiro fidalgo da Casa do Infante D. Henrique. Comandante de barcas, foi escolhido pelo Infante para organizar o povoamento e administrar por si a Ilha da Madeira, na parte do Funchal, a partir de cerca de 1425.

## Antecedentes e origem do nome
Pouco ou nada se sabe de concreto sobre os antecedentes de Zarco, sendo provável que tenha estado na conquista de Ceuta em 1415, e que os bons serviços prestados então tenham sido decisivos para a sua escolha pelo Infante D. Henrique para liderar o seu projecto de colonização do Arquipélago da Madeira, já conhecido desde meados do século XIV, mas até então despovoado e apenas usado esporadicamente para aguada e descanso das tripulações de navios que ali eventualmente chegavam. Zarco até 1460 aparece documentado como João Gonçalves Zargo, assinando Zargo. Zarco usou o nome e sempre assinou por ele, pelo que é possível que fosse realmente o seu apelido de família. Em 1460 o Rei D. Afonso V atribui armas e o apelido de família Câmara de Lobos a João Gonçalves Zarco, que passa a partir de então a designar-se por João Gonçalves de Câmara, nunca usando, no entanto, o apelido na sua forma composta original. A troca, a partir de 1460, do nome "Zargo" pelo "de Câmara", é uma forte evidência de que Zargo seria, de facto, o seu nome de família.
José Freire Monterroio Mascarenhas elaborou uma hipótese genealógica segundo a qual João Gonçalves Zarco poderia ser filho de Gonçalo Esteves Zarco, cavaleiro da casa d'el-rei D. João I, com moradia de 1950 libras, e de D. Beatriz, filha de João Afonso, de Santarém, vedor do mesmo rei e filho de Afonso Guilherme, também de Santarém. Gonçalo Esteves poderia ser filho de Estêvão Pires Zarco, ministro e procurador da Fazenda de D. Dinis, que se dizia Vogado da casa d'El-Rei, título com o qual assina uma escritura de doação feita em Santarém no último dia de Janeiro de 1323, assinando também a renovação das pazes com Castela em 1327. Estêvão Pires poderia ser filho de Afonso Zarco, Cavaleiro da Ordem de Santiago, Comendador de Ourique e um dos treze eleitores da mesma ordem no ano de 1311. Ainda segundo a mesma hipótese, Afonso Zarco poderia ser filho de Pedro Gonçalves Zarco, morador em Lisboa, neto de Estêvão Gonçalves Zarco, segundo parece morador na mesma cidade, o qual por sua vez poderia ser filho, dado o patronímico, apelido e cronologia, de Gonçalo Zarco, documentado em Tomar no reinado de D. Afonso Henriques.

## Biografia
Terá participado na tomada de Ceuta em 1415, já ao serviço do Infante D. Henrique, após o que este o terá nomeado comandante de uma embarcação cuja missão era patrulhar a Costa Sul de Portugal, uma vez que eram frequentes, naquele litoral, as razias de piratas da Barbária. Assim, cedo se tornou mestre na arte de marear, reconhecendo, em 1418, a ilha de Porto Santo e, no ano seguinte (1419), a ilha principal do que é hoje o arquipélago da Madeira.
João Gonçalves Zarco e Tristão Vaz Teixeira reconheceram o arquipélago da Madeira em 1418, presumindo-se que terão sido arrastados para a ilha de Porto Santo quando se preparavam para explorar a costa da África e atingir a Guiné, numa viagem a mando do Infante. Regressados a Portugal, os navegadores persuadiram D. Henrique das vantagens de estabelecer na ilha recém-descoberta uma colónia permanente, e a ela regressaram, desta vez acompanhados de Bartolomeu Perestrelo, levando cereais e coelhos. Estes últimos proliferaram ao ponto de se tornarem uma praga.
De Porto Santo, o navegador passou à Ilha da Madeira, a cuja colonização o Infante D. Henrique deu início em 1425. Confirmando uma situação de facto, o Infante concedeu a João Gonçalves, em 1450, a Capitania do Funchal. Na qualidade de homem da casa do Infante, Zarco participou no cerco de Tânger, onde foi armado cavaleiro, em 1437.
A 4 de Julho de 1460, por concessão de D. Afonso V (1438-1481) em Santarém, Zarco passou a usar o apelido Câmara, derivado de Câmara de Lobos, designação atribuída pelo navegador a um local da Ilha da Madeira onde descobriu grande quantidade daqueles animais.

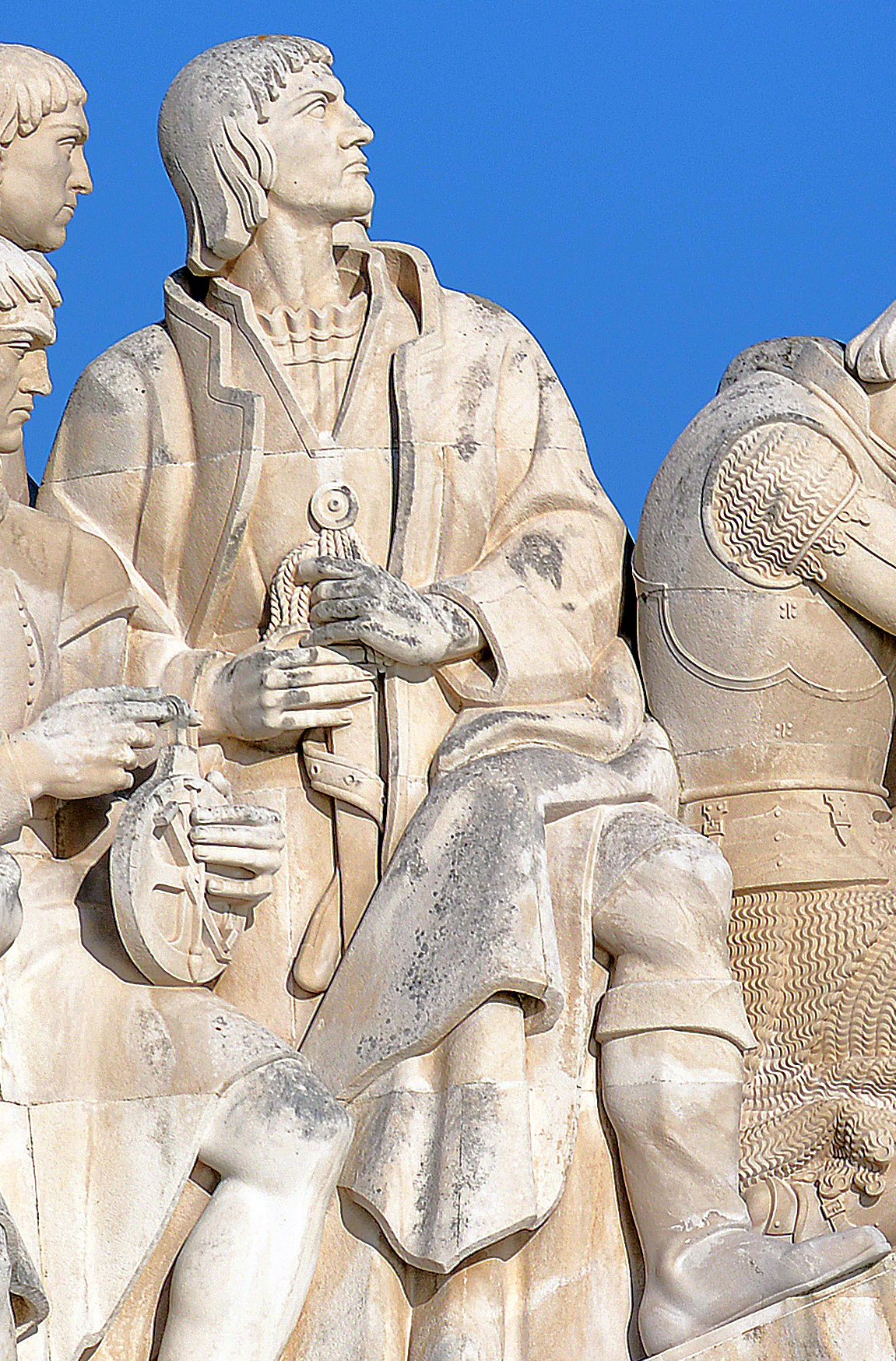
Efígie de João Gonçalves Zarco no Padrão dos Descobrimentos, em Lisboa, Portugal.

Casou-se com Constança Rodrigues, com quem teve sete descendentes (três varões e quatro damas).
Os seus descendentes mantiveram o sobrenome Câmara e aboliram o de Lobo. Diz o cronista que:
"...seguiu desde novo a carreira marítima, exercendo o comando das caravelas que vigiavam as costas do Algarve. Quando D. Henrique se lançou no caminho das explorações,  foi o primeiro  que se ofereceu para o coadjuvar.  D. Henrique, em 1418, mandou preparar um barco, e entregando-o a João Gonçalves Zarco e a Tristão Vaz Teixeira, mandou-os demandar terras desconhecidas ou procurar ilhas que apareciam nos mapas, a que teriam aportado há 50 ou 60 anos outros navegadores port. Zarco chegou depois de dias de viagem à ilha que batizou Porto Santo, voltando a Portugal dar conta do resultado. O infante ficou satisfeito e tratou logo de colonizar a ilha. Ordenou a ele e a Vaz Teixeira voltar a Porto Santo, dando-lhes por companheiro outro criado da sua casa, Bartolomeu Perestrelo. Nessa viagem descobriram ou demandaram a ilha da Madeira, saindo Tristão Vaz e Gonçalves Zarco do Porto Santo no dia 1º de julho de 1419, e indo aportar à Madeira no ponto a que chamaram de São Lourenço, por ser «S. Lourenço» nome do navio que os conduzia. Fizeram ao redor da ilha viagem de circum-navegação, e foram pondo nomes aos diferentes acidentes da costa. A principal baía recebeu nome de Baía do Funchal; uma grande lapa onde se escondiam muitos lobos que  caçaram, o nome de Câmara de Lobos, tomando desse sitio Zarco e os seus descendentes o apelido de Câmara. Voltando a Portugal, receberam o premio. O infante confirmou a Zarco o apelido de Câmara, e deu-lhe por armas um escudo em campo verde, e nele uma torre de menagem com cruz de ouro, e dois lobos encostados à torre com paquife e folhagens vermelhas e verdes; e por timbre outro lobo em cima do paquife. Além disso, dividindo a ilha em duas capitanias, fez mercê de uma, a do Funchal, a Zarco. Partiu este para a sua ilha, depois de ter casado, e se entregou à colonização da sua propriedade. Não se esqueceu dos deveres de cavaleiro, nem da gratidão que devia ao infante. Quando D. Henrique quis tentar a expedição de Tanger, veio pôr-se à disposição. No cerco de Tanger foi armado cavaleiro pelo infante, e tendo escapado com vida a essa desastrosa expedição, tornou para a Madeira, onde, aproveitando suas ricas matas, fez construir navios com que de vez em quando auxiliou o infante nas suas expedições de descobrimento além do cabo Bojador. Parece ter sido o 1o que pôs a artilharia a bordo. Esses instrumentos guerreiros eram imperfeitos e de bem pouco serviam. Os navios de Zarco figuraram nos descobrimentos para além do cabo Bojador. Um sobrinho, Álvaro Fernandes, foi dos descobridores mais audaciosos. O ramo principal da sua casa é hoje representado pelos descendentes dos condes e marqueses da Ribeira Grande."
Faleceu em idade avançada, sendo sepultado no Funchal, na Capela de Nossa Senhora da Conceição, que ele próprio mandara edificar em 1430, muito embora o mausoléu tenha sido demolido, por razões de espaço, em 1768, a pedido da abadessa do Convento de Santa Clara, no qual fora, entretanto, integrada a pequena capela quatrocentista.

## Casamento e descendência
Foi casado com Constança Rodrigues de Almeida ou Constança Rodrigues de Sá e Colonna, de quem teve:
1. João Gonçalves da Câmara (?- Funchal, Madeira, 26 de março de 1501), Casado com D. Mécia de Noronha, filha de Dom João Henriques de Noronha, filho de Afonso, conde de Gijón e Noronha) E de Isabel de Portugal;
2. Rui Gonçalves da Câmara (1430–1497), 3.º capitão donatário da Ilha de São Miguel, Açores. Foi casado com Maria de Bettencourt, filha natural de Maciot de Bettencourt de Teguise . Teve um filho bastardo com Maria Rodrigues e mais três filhos com uma senhora desconhecida;
3. Garcia Rodrigues da Câmara, foi casado com Violante de Freitas, de quem teve filhos;
4. Beatriz Gonçalves da Câmara, foi casada com Diogo Cabral;
5. Isabel Gonçalves da Câmara, casada com Diogo Afonso de Aguiar, “o Velho”, filho de Pedro Afonso de Aguiar, fidalgo da Casa de Real de Household, E de Mécia de Sequeira;
6. Helena Gonçalves da Câmara, casada com Martim Mendes de Vasconcelos (descendente de Carlos Magno, Hugo Capeto e Fernando I de Castela), Filho de Martim Mendes de Vasconcelos e sua esposa Inês Martins de Alvarenga;
7. Catarina Gonçalves da Câmara, casado com Garcia Homem de Sousa.

## Novela
- A vida de João Gonçalves Zarco está relatada na novela de Arkan Simaan, L’Écuyer d’Henri le Navigateur, Harmattan, Paris, 2007.